# Menorca
Menorca (catalană: Menorca, IPA: [məˈnɔrkə]; spaniolă: Menorca, IPA: [meˈnorka]; din latină: Insula Minor, mai târziu Minorica „Insula Mică”) este una dintre Insulele Baleare în Marea Mediterană aparținând de Spania. Numele provine de la dimensiunea mai redusă, față de insula din apropiere, Mallorca „Insula Mare”.
Menorca are o populație de aproximativ 93.397 (2019). Coordonate: 39°47'40°00'N, 3°52'4°24'E. Cel mai înalt punct, numit El Toro sau Monte Toro, este la 358 m peste nivelul mării.